# Fátima de Madrid
Fátima de Madrid (segle x) és el nom que es dona a una suposada astrònoma andalusina l'existència de la qual no està testificada per les fonts històriques. La seva història ens porta a l'Àndalus de finals del segle x i principis de l'xi, quan l'apogeu del califat omeia fa de Còrdova un centre comercial, espiritual, cultural i artístic, convertint-la en la ciutat més important del món occidental.

## Conjectures sobre la seva biografia
Es diu que va ser filla del prestigiós astrònom Màslama al-Majrití, amb el qual va col·laborar, i que va escriure nombrosos treballs d'astronomia, coneguts com a Correccions de Fátima. La seva obra titulada Tractat de l'astrolabi, sobre l'ús d'aquest instrument, es conserva (suposadament) a la biblioteca de l'Escorial.
Se li han atribuït, entre altres investigacions, treballs com l'edició i correcció de les taules astronòmiques de Muhàmmad ibn Mussa al-Khwarazmí, ajustant-les al meridià de Còrdova i situant el centre del món a la capital del califat, com a referent per a tots els càlculs.

## La primera referència
Les informacions sobre la seva vida apareixen en l'edició de 1924 de l'Enciclopèdia Universal Il·lustrada Europeoamericana d'Espasa-Calp, que fins al moment és la font més antiga sobre aquest personatge, ja que no es coneixen les referències en les quals es basa aquesta enciclopèdia. Alguns especialistes sostenen que no és més que una invenció. Així, l'historiador de matemàtiques Ángel Requena Fraile afirma:
| «                      | Salvando las distancias en el tiempo y el espacio, nuestra Espasa ha cumplido admirablemente con su papel de fuente de consulta sólida y fiable. Pero en todo proyecto tan ambicioso hay erratas, algún pillo o algún copista poco cuidadoso. Lamentablemente en historia de la ciencia se coló uno de esos pícaros. Así se crean unos mitos –no documentados, ni arropados por otras fuentes, que se refieren a personajes que no deberían estar en las historias más que como mitos. El padre de la historiografía de la ciencia en España –Francisco Vera- ya nos puso en guardia cuándo investigó sobre un geómetra, obispo de Calahorra de la época visigótica, llamado Luciniano que no aparece más que en el Espasa. Con Fátima, la docta hija de Maslamá el madrileño, nos encontramos con algo parecido a lo que ocurre con Luciniano. No hay más referencia, no hay fuente original o fiable en la que apoyarse. | » |
| — Ángel Requena Fraile | |   |

## Una errata recursiva
L'arabista Manuela Marín, especialista en història i biografia de l'Àndalus sosté la mateixa tesi. Parlant de Màslama al-Majrití, diu:
| «               | Se trata, por tanto, del más ilustre de los madrileños andalusíes, y no hacía falta que se le inventase, como así ha sido, una históricamente inexistente hija suya, a la que se ha llamado «Fátima de Madrid» y que asombrosamente ha sido incluida en el calendario Astrónomas que hicieron historia, editado con motivo del Año Internacional de la astronomía (2009). El error, que procede de una vieja edición de la Enciclopedia Espasa, se ha ido reproduciendo acríticamente, ya va siendo hora que se deshaga, aunque su abundante circulación en Internet no da muchas esperanzas en ese sentido. | » |
| — Manuela Marín | |   |

Per a la cultura en llengua espanyola l'Enciclopèdia Espasa ha estat una font de consulta i referència obligada, però en tot projecte ambiciós hi ha errades. Això és el que podria haver passat amb Fàtima de Madrid, de la qual no hi ha referència, ni font original o fiable en la qual recolzar-se. La fitxa de l'Enciclopèdia Espasa diu el següent:
| «                                                                              | FATIMA. Biog. Astrónoma madrileña, hija del celebre astrónomo Mosama-ben-Ahmed el-Mageritti (el madrileño), escribió notables trabajos sobre astronomía que la hicieron celebre a fines del siglo X de nuestra era (IV de la hégira), en la Aljama de Madrid, donde eran conocidas como correcciones de Fátima, y ayudo a su padre en la redacción de varias obras, entre otras, el Tratado sobre el Astrolabio, que se conserva en el monasterio de El Escorial | » |
| — Espasa Tomo 23, Enciclopedia Universal Ilustrada Europeo Americana 1924-1994 | |   |

## Anecdotari
L'any 2009, amb motiu de l'Any Internacional de l'Astronomia, el node nacional espanyol de la Unió Astronòmica Internacional (UAI) va editar un calendari en què, amb el lema Astrònomas que hicieron historia, publicava biografies de diverses astrònomes situant la figura suposadament fictícia de Fàtima de Madrid al costat d'altres personalitats reals com Hipàcia d'Alexandria.